# Zhou Zhuoru
Zhou Zhuoru (Fushun, Liaoning, China; 14 de septiembre de 1988) es una gimnasta artística china, campeona del mundo en 2006 en el concurso por equipos.

## 2006
En los Juegos Asiáticos celebrados en Doha, Catar, consigue la medalla de oro en el concurso por equipos, y la de plata en el concurso general individual, quedando solo tras su compatriota He Ning. Poco después, en el Mundial celebrado en Aarhus, Dinamarca, consigue la medalla de oro en el concurso por equipos, quedando por delante de las estadounidenses y rusas; las otras cinco componentes de su equipo fueron: He Ning, Zhang Nan, Cheng Fei, Pang Panpan y Li Ya.